# Carvalho Araújo
José Botelho de Carvalho Araújo OTE (Porto, São Nicolau, 18 de Maio de 1881 — Oceano Atlântico, 14 de Outubro de 1918) foi um oficial da Marinha Portuguesa.

## Biografia
Ficou célebre por ter conseguido, no comando do caça-minas NRP Augusto de Castilho, proteger o paquete São Miguel, que viajava do Funchal para Ponta Delgada com mais de 200 passageiros e 54 tripulantes a bordo, evitando que ele fosse afundado pelo submarino alemão U-139, comandado pelo ás dos submarinos Lothar von Arnauld de la Perière, em 14 de Outubro de 1918. Nesse recontro, que durou cerca de duas horas, encontraram a morte o comandante Carvalho Araújo e seis dos seus homens. O caça-minas Augusto de Castilho, depois de saqueado pelos alemães, foi afundado com cargas explosivas. O comandante do submarino alemão publicou em 1920 um relatório dobre o sucedido, com elogios ao primeiro-tenente da Marinha portuguesa, o que levará o Parlamento a reconhecer o sacrifício de Carvalho Araújo e a conceder uma pensão à sua viúva. O acto heroico é homenageado pelo Monumento a Carvalho Araújo, um conjunto escultórico inaugurado em 1931, situado na avenida a que foi dado o seu nome, em Vila Real. 
Passou a infância na cidade de Vila Real, apesar de ter nascido na freguesia de São Nicolau, no Porto, onde seus pais José de Carvalho de Araújo, Jr. e Margarida Ferreira Botelho de Araújo, se encontravam por motivo de doença de sua avó materna, Margarida Rosa de Jesus Botelho.
Frequentou a Academia Politécnica do Porto, onde realizou os Preparatórios que lhe permitiram ingressar, em 12 de outubro de 1899 na Escola Naval. 
Após ingressar na Marinha, serviu na fragata D. Afonso, na corveta Duque da Terceira, no couraçado Vasco da Gama, nos cruzadores Adamastor e São Rafael, nas canhoneiras Zambeze, Liberal, Diu e Lúrio, no rebocador Bérrio e no transporte Salvador Correia. Foi comandante do caça-minas Manuel de Azevedo Gomes, ao comando do qual detetou e destruiu 4 minas nas proximidades da barra de Lisboa, a 4 de Setembro de 1916.
Republicano desde jovem, tomou parte na intentona de 28 de janeiro de 1908 e na revolução de 5 de outubro de 1910.
Em 1911, foi eleito deputado por Vila Real à Assembleia Constituinte da República, e, em 1915, foi eleito deputado pelo círculo de Penafiel nas listas do Partido Democrático. 
Em janeiro de 1917 foi nomeado governador do Distrito de Inhambane, em Moçambique, onde se manteve até junho de 1918. Ali elaborou um notável Relatório acerca da Administração do Distrito de Inhambane, que seria publicado pelo Ministério das Colónias após a sua morte, em 1920, e reeditado um século depois, em 2019.
Foi iniciado na Maçonaria em 1911, na Loja Pátria e Liberdade, com o nome simbólico de Gama.

## Carreira na Marinha
- 1895 - ingressou na Marinha como Aspirante (em 12 de Outubro).
- 1903 - Guarda-Marinha
- 1905 - 2.º Tenente
- 1915 - 1.º Tenente
- 1918 - Capitão-Tenente (título póstumo)

## Condecorações
- Medalha de Cobre de Filantropia e Caridade (Socorros e Naufrágios)
- Medalha Militar de Prata, de Comportamento Exemplar
- Medalha de Prata Comemorativa das Campanhas do Exército Português, tendo na respectiva passadeira a legenda " Sul de Angola 914/915"
- 2.º Grau (Oficial) da Ordem Militar da Torre e Espada, do Valor, Lealdade e Mérito (título póstumo)
- Cruz de Guerra de 1.ª Classe, Medalha de Prata (título póstumo)

## Ligações Externas
- José Carvalho de Araújo, Antigo Estudante da Academia Politécnica do Porto